# سون هوادونگ
سون هوادونگ (انگلیسی: Sun Huadong؛ زادهٔ ۷ ژانویهٔ ۱۹۹۱) سوارکار اهل چین است.
وی در مسابقات کشوری و بین‌المللی در مجموع برندهٔ ۱ مدال طلا شده‌است.